# Sinensia; Contributions from the Metropolitan Museum of Natural History
Sinensia; Contributions from the Metropolitan Museum of Natural History (abreviado Sinensia) es una revista con ilustraciones y descripciones botánicas que es editada en Nanking desde el año 1929.